# Ordre du Service distingué (Vietnam)
L'Ordre du Service distingué de l'armée de la République du Viêt Nam (en vietnamien: Quân chủng Bội tinh), l'Ordre du xService distingué de l'armée de l'air de la République du Viêt Nam et l'Ordre du Service distingué de la marine de la République du Viêt Nam sont des décorations militaires du Sud Viêt Nam qui ont été décernées tout au long des années de la guerre du Viêt Nam. La décoration était décernée pour des actes méritoires ou héroïques liés à des opérations en temps de guerre et était attribuée pour des services de combat et de non-combat.
L'Ordre du Service distingué de l'armée, de l'armée de l'air et de la marine de la République du Viêt Nam se divise en deux catégories, la première étant réservée aux officiers et la seconde aux soldats. La première classe de l'ordre se distingue par une fleur centrée sur la médaille et le ruban.
L'Ordre du Service distingué de l'armée, de l'armée de l'air et de la marine de la République du Viêt Nam était également remis aux armées étrangères et, dans l'armée américaine, cette décoration était considérée comme l'équivalent de la Legion of Merit. Pour les officiers étrangers, la deuxième classe de l'ordre était également décernée aux officiers.
La décoration se situait immédiatement après l'Ordre national de la République du Viêt Nam et la Médaille du mérite militaire de la République du Viêt Nam. Elle faisait partie des médailles les moins souvent décernées, contrairement à des décorations telles que la Croix de la bravoure de la République du Viêt Nam et la Médaille de la campagne de la République du Viêt Nam.
La dernière attribution de l'Ordre du Service distingué du Viêt Nam remonte à 1974, avant la chute de Saigon.

## Source
- (en) Cet article est partiellement ou en totalité issu de l’article de Wikipédia en anglais intitulé « Distinguished Service Order (Vietnam) » (voir la liste des auteurs).